# 第三世代ゲーム機

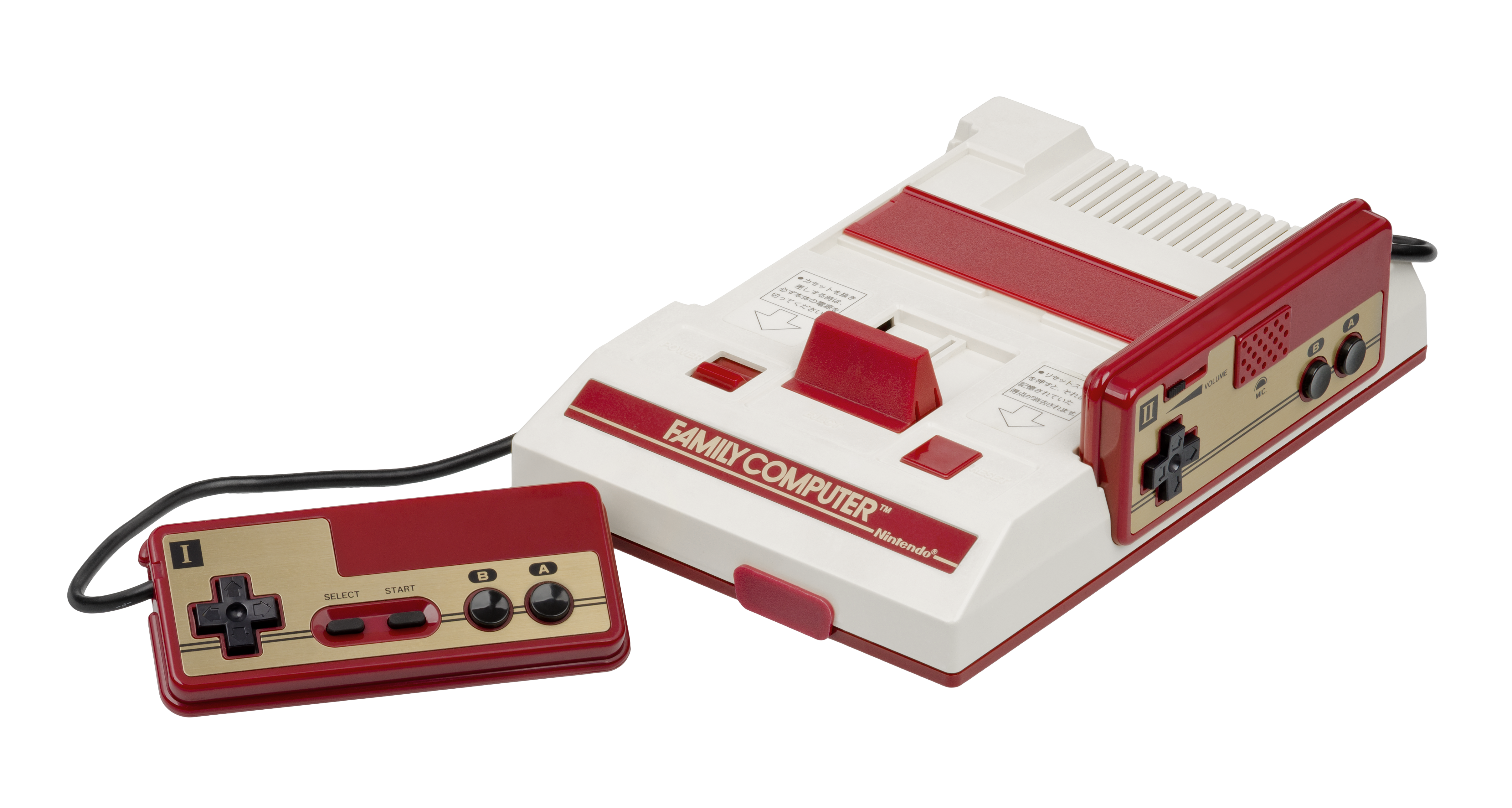
1983年に発売された日本版のファミリーコンピュータ（任天堂）。

第三世代ゲーム機（だいさんせだいゲームき）とは、コンピュータゲームの歴史において、1983年7月15日に任天堂の「ファミリーコンピュータ」（通称ファミコン）とセガの「SG-1000」の2つのシステムが日本で発売されたことから始まったものである。この世代は8ビット時代と呼ばれることもある。
ファミコンが海外で発売された際には、Nintendo Entertainment System（NES）として作り変えて販売された。この世代は、アタリショックが終わり、家庭用ゲームメーカーの優位性が米国から日本へ移行したことを示す。
1980年には任天堂のゲーム＆ウオッチが、1979年にはミルトン・ブラッドリーのMicrovisionが発売されたが、携帯型ゲーム機はこの世代の主要な存在ではなかった。 また、ぴゅう太やSC-3000などゲーム機にキーボードを追加したゲームパソコンも第三世代である。
技術向上により、この世代のゲーム機ではグラフィックとサウンドの機能が向上した。画面上の同時表示色数とパレットサイズの両方が増加し、より大きな解像度と画面上のより多くのスプライトと相まって、開発者はより詳細なシーンの作成が可能になった。同時発音数が5chのオーディオが一般的になり、ゲーム機ではサウンドのバリエーションと範囲が広がった。
この世代の注目すべき技術革新は、ユーザーがゲームの進行状況をセーブできるオンボードメモリとバッテリーを持つカートリッジを搭載したことで、任天堂の『ゼルダの伝説』でこの技術が市場に導入された。この技術革新により、ユーザーはゲームを最初から開始するのではなく、進行状況を保存できるようになったため、より広大なゲーム世界と深いストーリーを楽しむことができるようになった。次の世代になると、ゲームの保存機能は普遍的になり、最初はゲームカートリッジに保存していたが、その後、業界が読み取り専用の光ディスク、メモリーカード、ハードディスクドライブ、そして最終的にはクラウドストレージへと変化していった。 
この世代で最も売れた家庭用ゲーム機は任天堂のファミコン、次いでセガ・マスターシステム、そしてAtari 7800であった。前世代のゲーム機も8ビットプロセッサを使用していたが、家庭用ゲーム機が初めて「ビット」のラベルを付けて販売されるようになったのは、第3世代の終わり頃であった。また、メガドライブのような第4世代の16ビット機が販売されるようになり、世代間の差別化を図るためにこの言葉は流行した。日本と北米では、この世代は主にファミコンが、ヨーロッパとブラジルの市場ではセガ・マスターシステムが多くを占めていた。第四世代の16ビットシステムが登場して第三世代が終わり、2003年9月25日にAV仕様ファミリーコンピュータの生産が終了した。 

## 概観
ファミリーコンピュータ（一般的にはファミコンと略される）は、この時代に日本で非常に人気があり、同世代の他のゲーム機を圧倒した。ファミコンの欧米版であるNintendo Entertainment Systemは、開発者とのライセンス契約に制限があったこともあり、北米のゲーム市場を席巻していた。これは、家庭用ビデオゲームの優位性の米国から日本への転換を示し、Computer Gaming World（雑誌）は、 「任天堂の大流行」についてアメリカのビデオゲームデザイナーのための「期待外れの出来事」ではなく、「事実上、これまでの仕事はすべて日本で行われてきた」と表現している。任天堂は1987年のゲーム機市場におけるハード売上高の65％と推定され、アタリは24％、セガは8％、その他企業は3％を占めていた。 
日本のゲーム機の人気は急速に高まり、1988年にエピックスは、同社が「アタリショック」と表現した1984年のビデオゲームのハード業界とは対照的に、任天堂のカートリッジ市場はすべての家庭用コンピュータのソフト市場よりも大きいと述べている。任天堂は1988年に700万台のファミコンを販売したが、これは最初の5年間に販売されたコモドール64の台数とほぼ同じであった。
Compute!誌によると、任天堂の人気が原因で、ほとんどのコンピュータゲーム会社はその年のクリスマスの間に売り上げが悪くなり、一部の会社は深刻な財務問題を引き起こし、1989年にエピックスは完全にゲーム機カートリッジに転換した。1990年にはアメリカの家庭の30％がNESを所有していたのに対し、全パソコンでは23％であり、コンピュータゲーム開発者の子供たちでさえも親の拒否や最先端のコンピュータやソフトウェアが家にあるにもかかわらず、ゲーム機を要求する同調圧力が強かった。1992年にComputer Gaming Worldが報じたように、「ビデオゲームにアクセスできない子供たちは、親がテレビを買うことを拒否した私たち自身の世代の子たちと同様に文化的に孤立している」という。 
セガは、ゲーム機販売台数の市場シェアにおいて、任天堂の主要な競争相手であった。商業的に成功を収めたセガ・マスターシステムの前身であるセガのSG-1000は、ファミコンとは異なり、当初、コレコビジョンやMSXのような同時代のコンピュータとの差異はほとんどなかったが、ハードウェアスクロールがないにもかかわらず、SG-1000は、超時空世紀オーガスの視差スクロールやZoom 909のスプライトスクロールなどの高度なスクロール効果を実現した。
1985年には、セガのマスターシステムにハードウェアスクロールが搭載され、カラーパレットの増加、メモリの増加、擬似3D効果、立体3Dも搭載され、ファミコンよりもハードウェア面で明確な優位性を獲得した。しかし、ファミコンは北米と日本の市場を支配し続け、マスターシステムはヨーロッパと南アメリカの新興市場でより優位に立つことになった。 
この時代は、ビデオゲーム発展の歴史に多くの影響を与えた。第三世代では、最初のゲーム機でのロールプレイングビデオゲーム（RPG）が多く発売された。ビデオゲームの編集や検閲は、日本のゲームを北米にローカライズする際によく行われた。この時代には、第三世代及び後の世代のゲーム機まで続く、史上最も有名なビデオゲームシリーズの多くが誕生した。例えば、スーパーマリオブラザーズ、ファイナルファンタジー、ゼルダの伝説、ドラゴンクエスト、メトロイド、ロックマン、メタルギア、悪魔城ドラキュラ、ファンタシースター、女神転生、忍者龍剣伝、ボンバーマンなどである。 
第三世代はまた、子ども向け教育ゲーム機市場の始まりでもある。VideoSmartsやComputerSmartsシステムのようなゲーム機は、子ども用に設計された非常に原始的な入力システムへ余分な装備を取り除かれたが、ROMカートリッジの使用は、後のそのようなゲーム機の標準としてこれを確立することになる。これらのシステムは容量が小さいため、一般的には「ビット」というラベルが付けられておらず、従来のゲーム機との競合として販売されてなかった。 
北米では、アタリ7800とマスターシステムは1992年に生産中止となった一方、ファミコンはさらに数年間生産され続けた。ヨーロッパでは、マスターシステムは1990年代後半に生産中止となった。しかし、ブラジルでは現在に至るまで販売を続けている。日本では、任天堂は2007年10月31日までファミコンの修理を続けていた。

## 据置型ゲーム機

### SG-1000
1983年7月15日、セガで初めて作られたゲーム機のSG-1000が日本で発売された。これは、ファミコンと並んで発売され、第三世代の最初の2台のゲーム機となった。同世代の他のゲーム機ほど売れなかったが、セガのゲーム機メーカーとしての発展に重要な役割を果たしたと考えられている。 

### ファミリーコンピュータ
ファミリーコンピュータは、1983年7月15日に日本で、1986年9月に北米地域で Nintendo Entertainment System（NES）として発売された。これは任天堂が開発・販売した8ビットカートリッジベースのゲーム機で、6000万台以上を販売した同世代で最も人気のあるゲーム機となった。横井軍平が設計した方向パッド付きのコントローラーを搭載した初の家庭用システムであり、業界標準となった。北米では1995年8月14日にAV仕様ファミリーコンピュータが生産終了となったが、日本で生産終了となったのは2003年9月25日だった。 

### セガ・マークIII／マスターシステム
セガ・マークIIIは、SG-1000の3代目であり、1985年10月20日に日本市場向けに発売された。日本以外ではマスターシステムとして、デザインも変更して発売された。これは、ファミコンよりも優れた設計にされ、競合機よりも優位に立つことを目指していたが、売れ行きは好調だったにもかかわらず、ファミコンの成功には及ばず、この世代で2番目に売れたゲーム機となった。これはブラジルを除く全ての地域で同様の傾向が見られたが、ブラジルでは世代終了後も何年も売れ続けた。マスターシステムにはサードパーティ製のゲームがほとんどなかったが、これは任天堂のライセンス契約により、開発者は任天堂機用のゲームのみを発売することが義務付けられていたためと思われる。 

### Atari 7800
Atari 7800は、Atari 5200の後継機で1986年5月に発売された。これは、ハードウェアを追加せずに下位互換性を持つ最初のゲーム機であった。当初は1984年5月21日に発売される予定だったが、会社売却のために2年後まで発売されず、ゲームのソフト数の少なさと相まって、ゲーム機はあまり売れなかった。 

### 比較
| 名前                 | 名前                 | SG-1000                                                                                              | ファミリーコンピュータ/Nintendo Entertainment System (NES) | セガ・マークIII/マスターシステム | Atari 7800                                                                                                |
| -------------------- | -------------------- | --- | --- | --- | --- |
| メーカー             | メーカー             | セガ                                                                                                 | 任天堂 | セガ | アタリ |
| ゲーム機             |                      | | | | |
| 発売時の価格         | 発売時の価格         | 日本：\15,000（2023年時点の¥19,700と同等）                                                           | 日本：\14,800（2023年時点の¥19,500と同等） アメリカ：$180（2023年時点の$510と同等） カナダ：CA$240(2023年時点のCA$600と同等) | 日本：\15,000（2023年時点の¥18,900と同等） アメリカ：$199.99（2023年時点の$560と同等） イギリス：£99.95（2023年時点の£360と同等）                                                                           | アメリカ：$140（2023年時点の$390と同等）                                                                  |
| 発売日               | 発売日               | 日本：1983年7月15日 ニュージーランド：1983年                                                         | 日本：1983年7月15日 北アメリカ：1985年12月18日 ヨーロッパ：1986年9月 世界：1987年 | 日本：1985年10月20日 北アメリカ：1986年10月 世界：1987年7月 | 北アメリカ：1986年5月 世界：1987年7月                                                                     |
| メディア             | メディア             | - カートリッジ - 拡張用スロット（外付けキーボード） - データカートリッジ（カードキャッチャ要）       | - カートリッジ - ディスクカード(ディスクシステムが必要、日本のみ) | - カートリッジ - マイカード（最初のモデルのみ） | カートリッジ                                                                                              |
| 最も売れたソフト     | 最も売れたソフト     | | スーパーマリオブラザーズ（同梱）、4024万本（1999年時点） スーパーマリオブラザーズ3、1800万本（2003年5月21日時点） | ハングオンとサファリハント（同梱） アレックスキッドのミラクルワールド（同梱） ソニック・ザ・ヘッジホッグ （同梱）                                                                                           | ポールポジションII（同梱）                                                                                |
| 互換性               | 互換性               | 無し                                                                                                 | 無し | Sega SG-1000（日本のみ） | Atari 2600                                                                                                |
| アクセサリー（小売） | アクセサリー（小売） | - バイクハンドル - カードキャッチャ - ハンドルコントローラー - ラピッドファイアユニット - SK-1100    | - ファミリーコンピュータ ディスクシステム（日本のみ） - NES Advantage - NES Four Score - ターボファイル - NES Satellite - 光線銃 - ファミリートレーナー - ファミリーコンピュータ ロボット - ファミリーベーシック - ファミコン3Dシステム（日本のみ） など   | - 光線銃 - 3Dグラス - コントロールスティック - ハンドルコントローラ - パドルコントローラ - プロアクションリプレイ - リモートコントロールシステム - ラピッドファイアユニット - SGコマンダー - スポーツパッド | - Atari XG-1 光線銃                                                                                       |
| CPU                  | CPU                  | NEC 780C (8/16ビット ザイログ Z80ベース) 3.58MHz NTSC (3.55 MHz PAL)                                 | リコー 2A03/2A07（8ビット モステクノロジー 6502ベース） 1.79 MHz (1.66 MHz PAL):149 | Zilog Z80A 4 MHz | Custom 6502C (8ビット モステクノロジー 6502ベース) 1.19 MHz or 1.79 MHz                                   |
| GPU                  | GPU                  | テキサス・インスツルメンツ TMS9918                                                                   | リコー PPU | YM2602 VDP | - Atari MARIA - Atari TIA                                                                                 |
| サウンドチップ       | サウンドチップ       | テキサス・インスツルメンツ SN76489                                                                   | - NTSC：リコー 2A03:147 - PAL：リコー 2A07:109 ファミコン ディスクシステム： - 任天堂 2C33 | - ヤマハ VDP PSG (SN76496) 日本のみ： - ヤマハ YM2413 | - Atari TIA オプションカートリッジチップ： - Atari POKEY                                                  |
| メモリ               | メモリ               | 3 KB RAM - 1 KB メイン RAM - 2 KB ビデオ RAM                                                         | 4.277344 KB (4380 バイト) RAM - 2 KB メイン RAM):149 - 2 KB ビデオ RAM - 256 バイト スプライトattribute RAM - 28 バイト パレットRAM 更新： - MMC チップ：最大8 KB ワークRAM、12 KB ビデオRAM - ファミコンディスクシステム：32 KB ワークRAM、8 KB ビデオRAM | 24.03125 KB (24,608 バイト) RAM - 8 KB メイン XRAM - 16 KB ビデオ XRAM （256 バイト スプライト attribute テーブル） - 32 バイト パレット RAM                                                                | 4 KB RAM - 4 KB メイン RAM （200 バイト ラインバッファ）                                                  |
| ビデオ               | 解像度               | 256×192                                                                                              | 256×240 | 256×192、256×224、256×240 | 160×200 または 320×200                                                                                    |
| ビデオ               | 色数                 | 21色                                                                                                 | 54色:149 | 64色 | 256色（16 色相、16 輝度）                                                                                 |
| ビデオ               | 画面上の色           | 同時16色（スプライトあたり1色）                                                                      | 同時25色（スプライトあたり4色） | 同時32色（スプライトあたり1色） | 同時25色（スプライトあたり1、4、12色）                                                                    |
| ビデオ               | スプライト           | - 画面上32（走査線あたり4） - 8×8 or 8×16 ピクセル - 整数スプライトズーミング 最大16×32 ピクセルまで | - 画面上64（走査線あたり8） - 8×8 or 8×16 ピクセル - スプライトフリッピング:119 | - 画面上64（走査線あたり8） - 8×8 to 16×16 ピクセル - 整数スプライトズーミング、最大32×32ピクセルまで | - ディスプレイユニット - 100スプライト（背景無しで走査線あたり30）                                        |
| ビデオ               | 背景                 | タイルマップのプレイフィールド、8×8 タイル                                                           | タイルマップのプレイフィールド、8×8 タイル | タイルマップのプレイフィールド、8×8 タイル、 タイルフリッピング | |
| ビデオ               | スクロール           | | 滑らかなハードウェアスクロール、縦/横 方向 | 滑らかなハードウェアスクロール、縦/横/斜め 方向、IRQ、ラインスクロール、スプリットスクリーンスクロール MMCチップ： IRQ、斜めスクロール、ラインスクロール、スプリットスクリーンスクロール                    | 粗いスクロール、縦/横方向                                                                                 |
| 音声                 | 音声                 | モノラル音声： - 3矩形波チャンネル/声 - 1ノイズ発生器                                                | モノラル音声： - 2方形波チャンネル - 1三角波チャンネル - 1ノイズ発生器 - 1DPCMチャンネル, 6ビット深度、4.2 から33.5 kHz サンプリングレート 日本のみの改善： - 選択式カートリッジチップ - 1ウェーブテーブルシンセサイザー（ファミコンディスクシステム）     | モノラル音声： - 3方形波チャンネル - 1ノイズ発生器 日本のみ： - 2オペレータFMシンセサイザー - 9FMシンセシスチャンネル                                                                                       | モノラル音声：:121 - 2方形波チャンネル オプションカートリッジチップ： - 4方形波チャンネル - 1ノイズ発生器 |

### その他のゲーム機

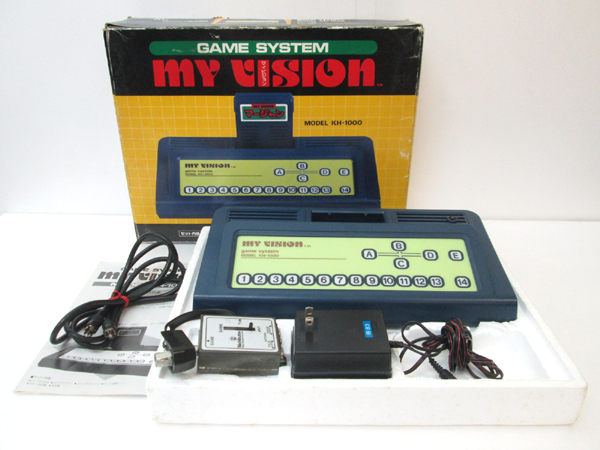
マイビジョン（1983年）
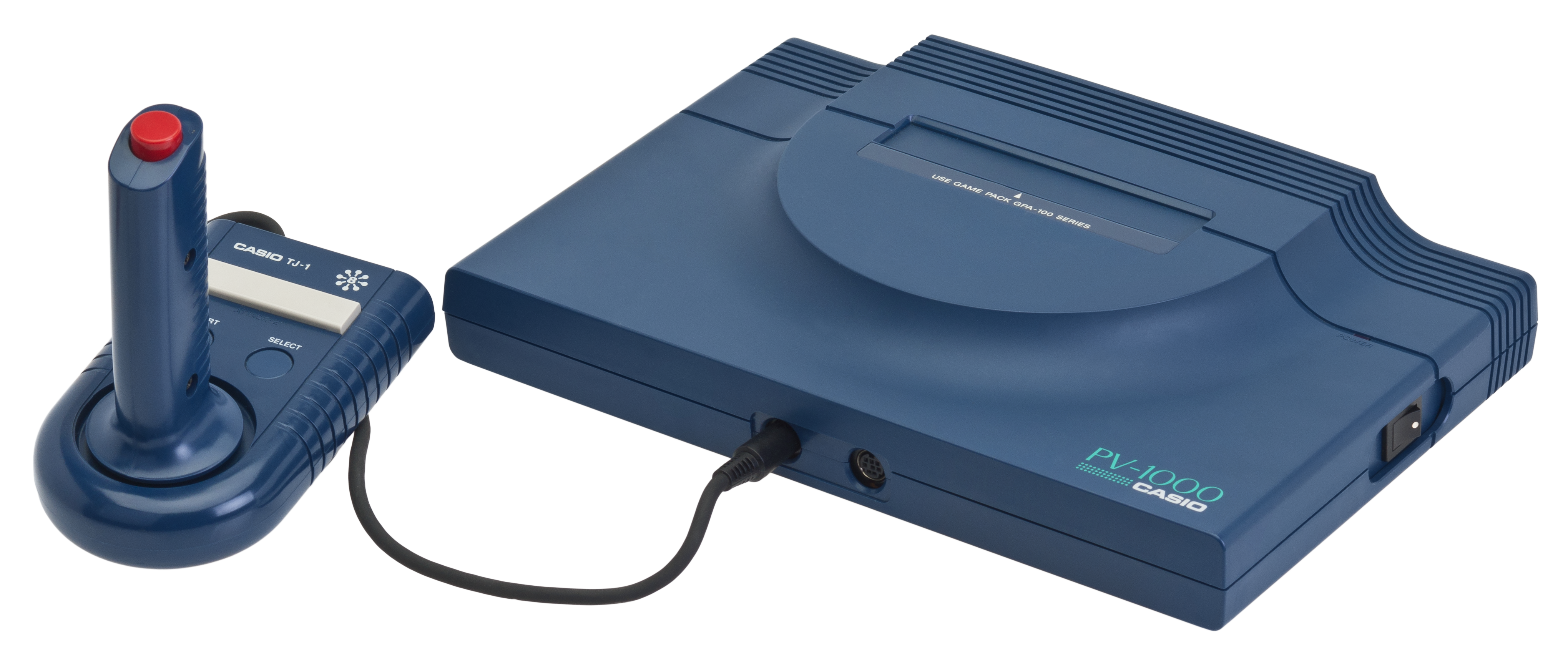
PV-1000 （1983年）
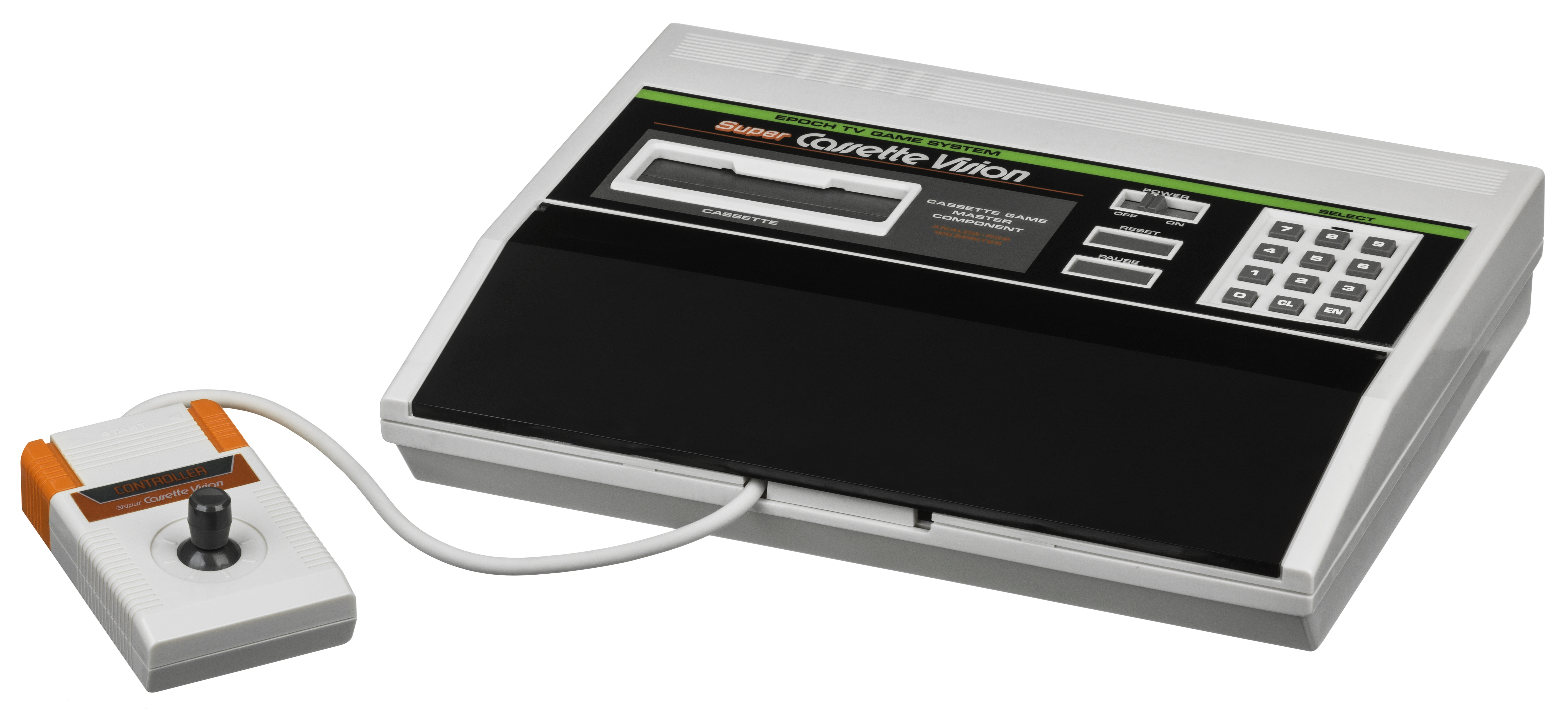
スーパーカセットビジョン （1984年）
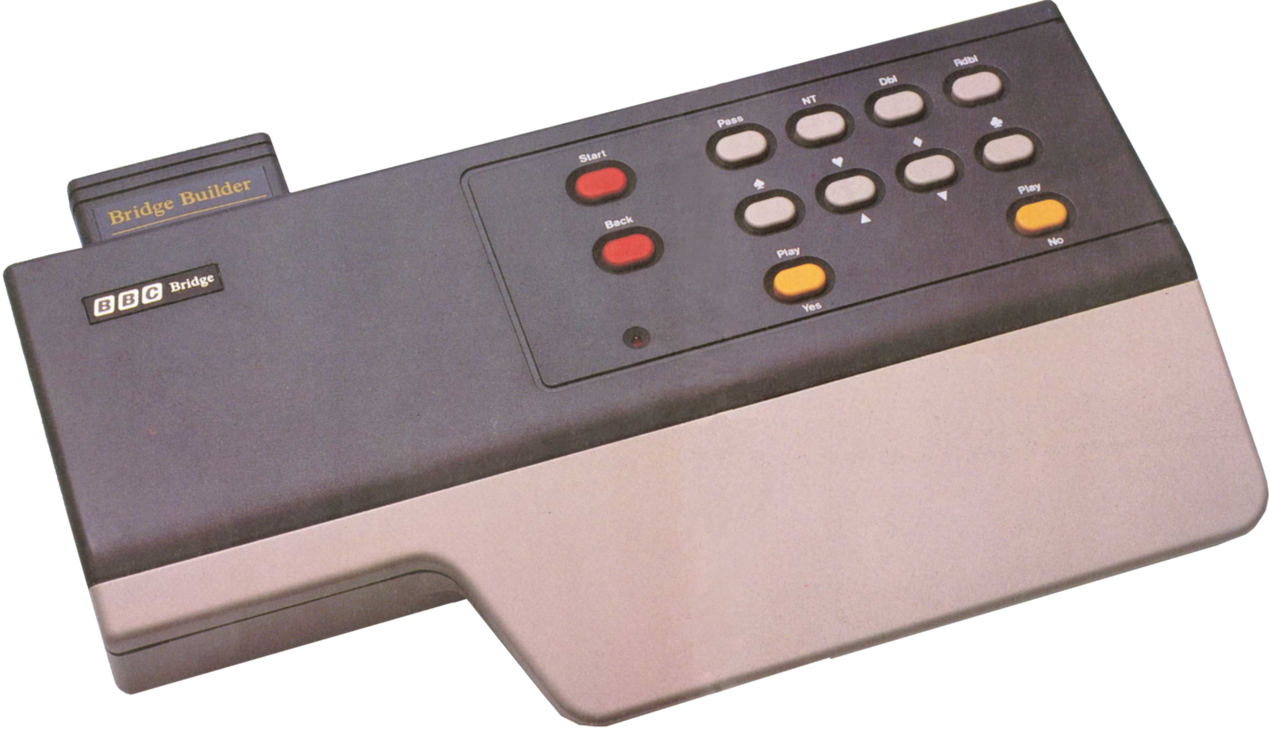
BBC Bridge Companion （1985年）
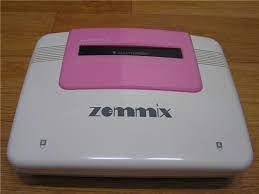
Zemmix （1985年）
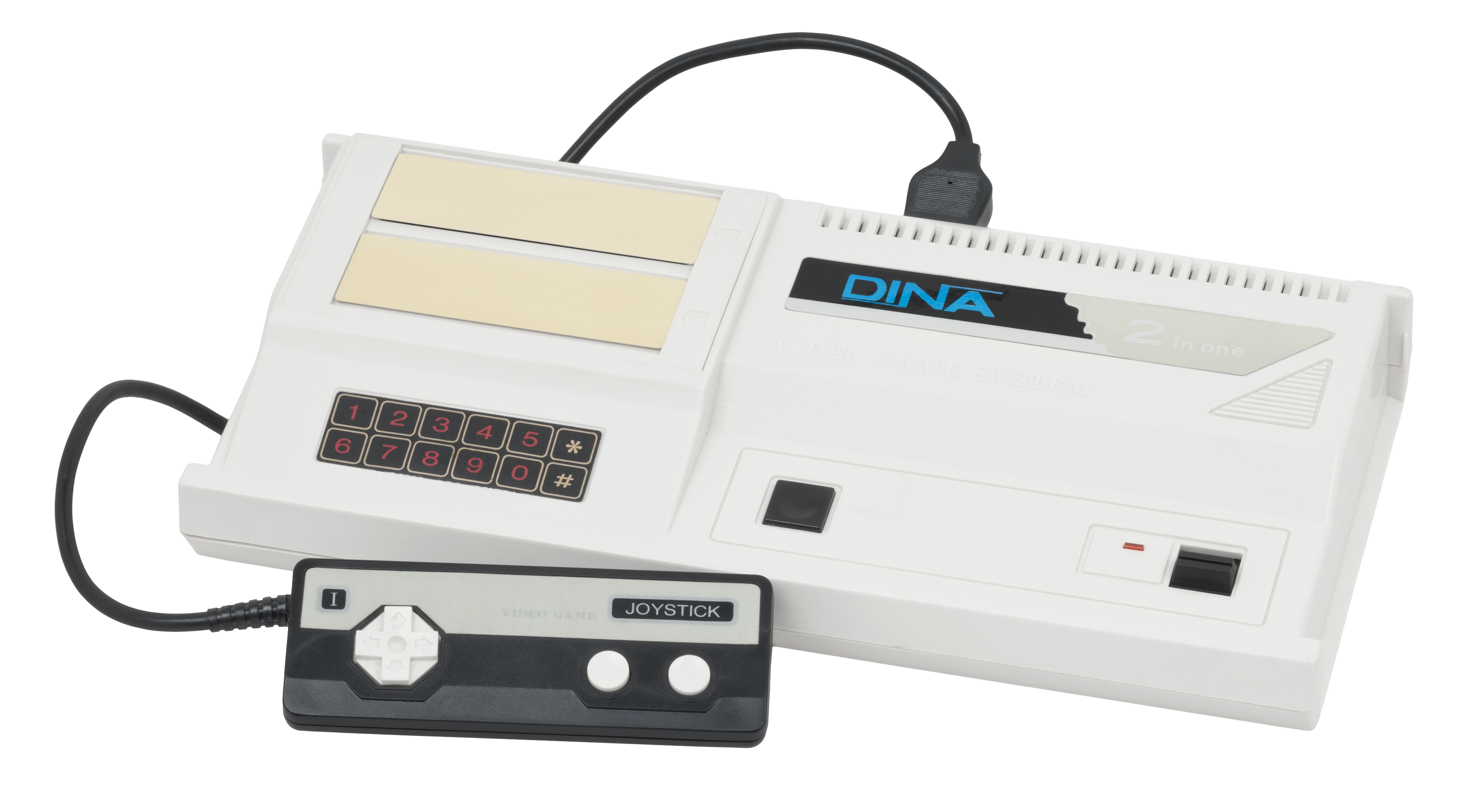
Dina（Telegames Personal Arcade）（1986年）
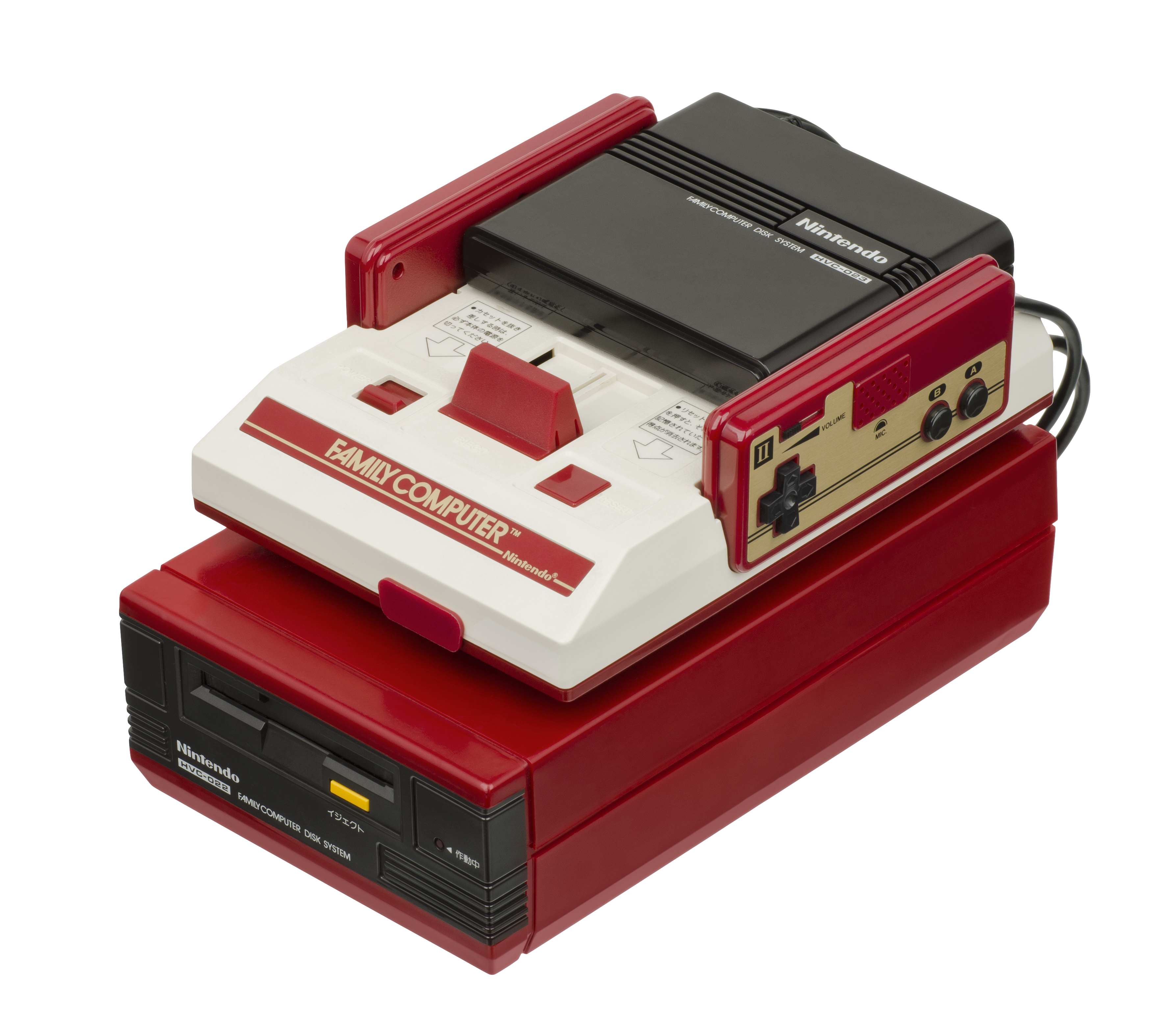
ファミリーコンピュータ ディスクシステム（1986年）
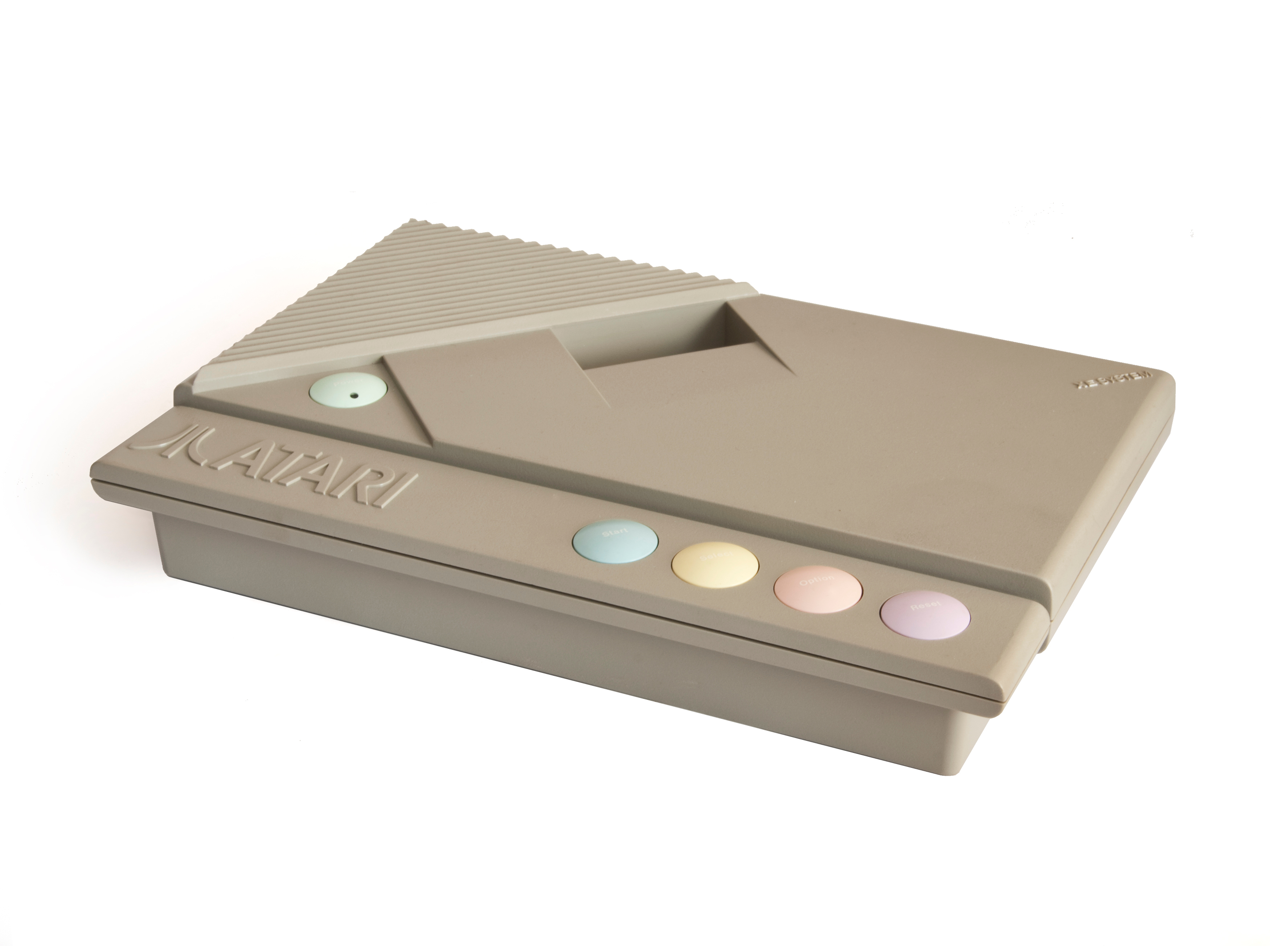
Atari XEGS （1987年）
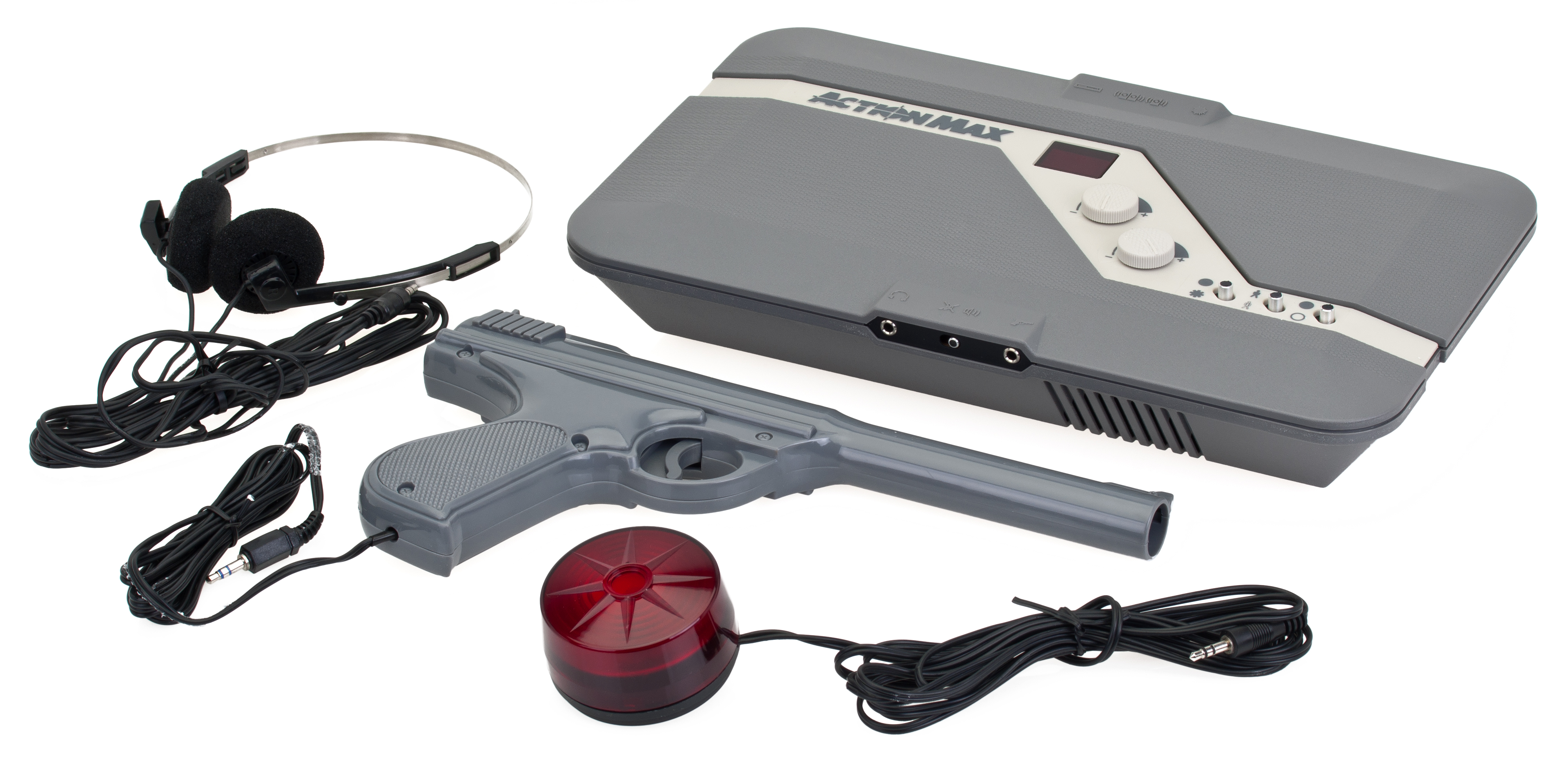
Action Max（1987年）
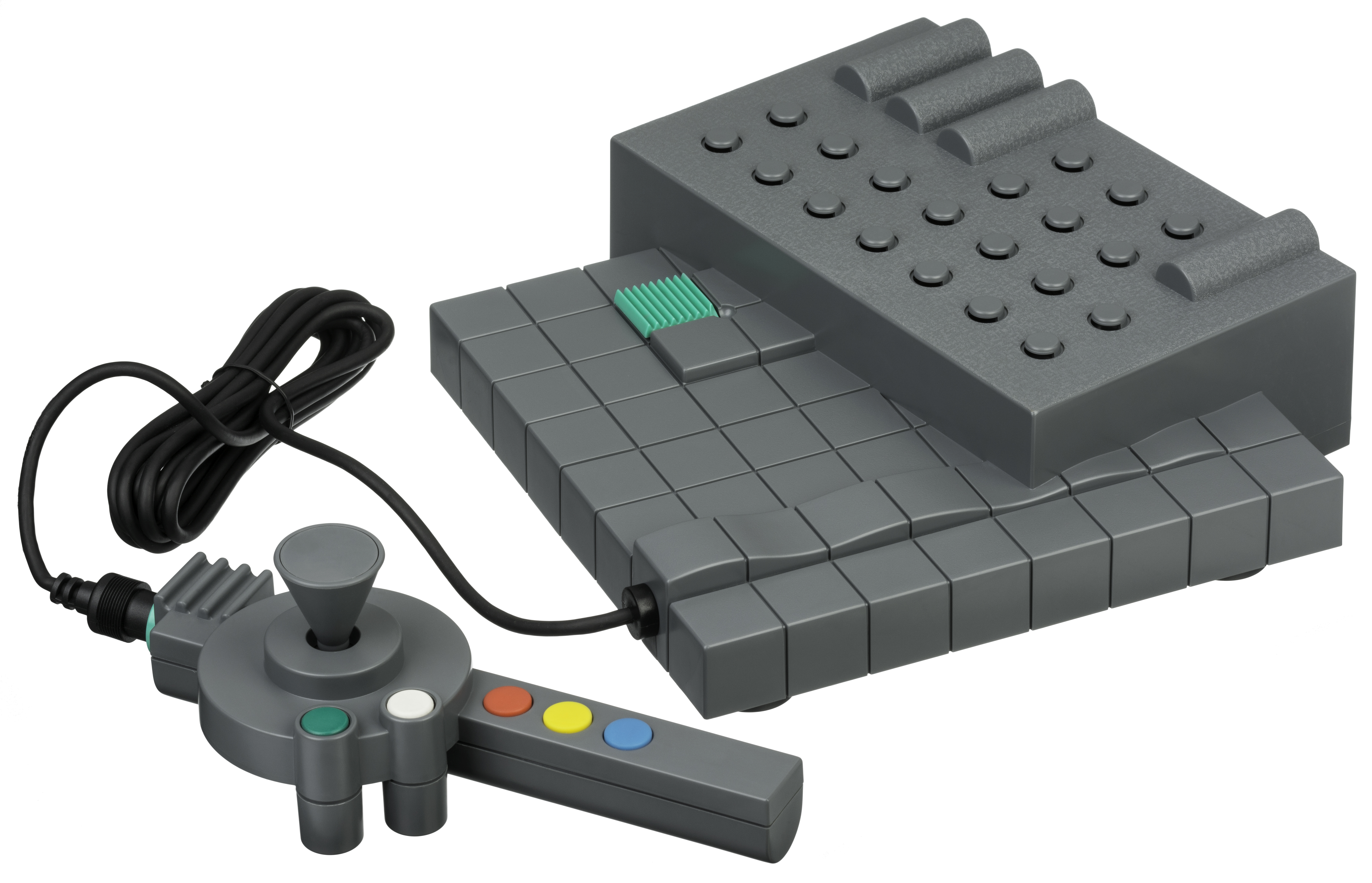
View-Master Interactive Vision （1988年）
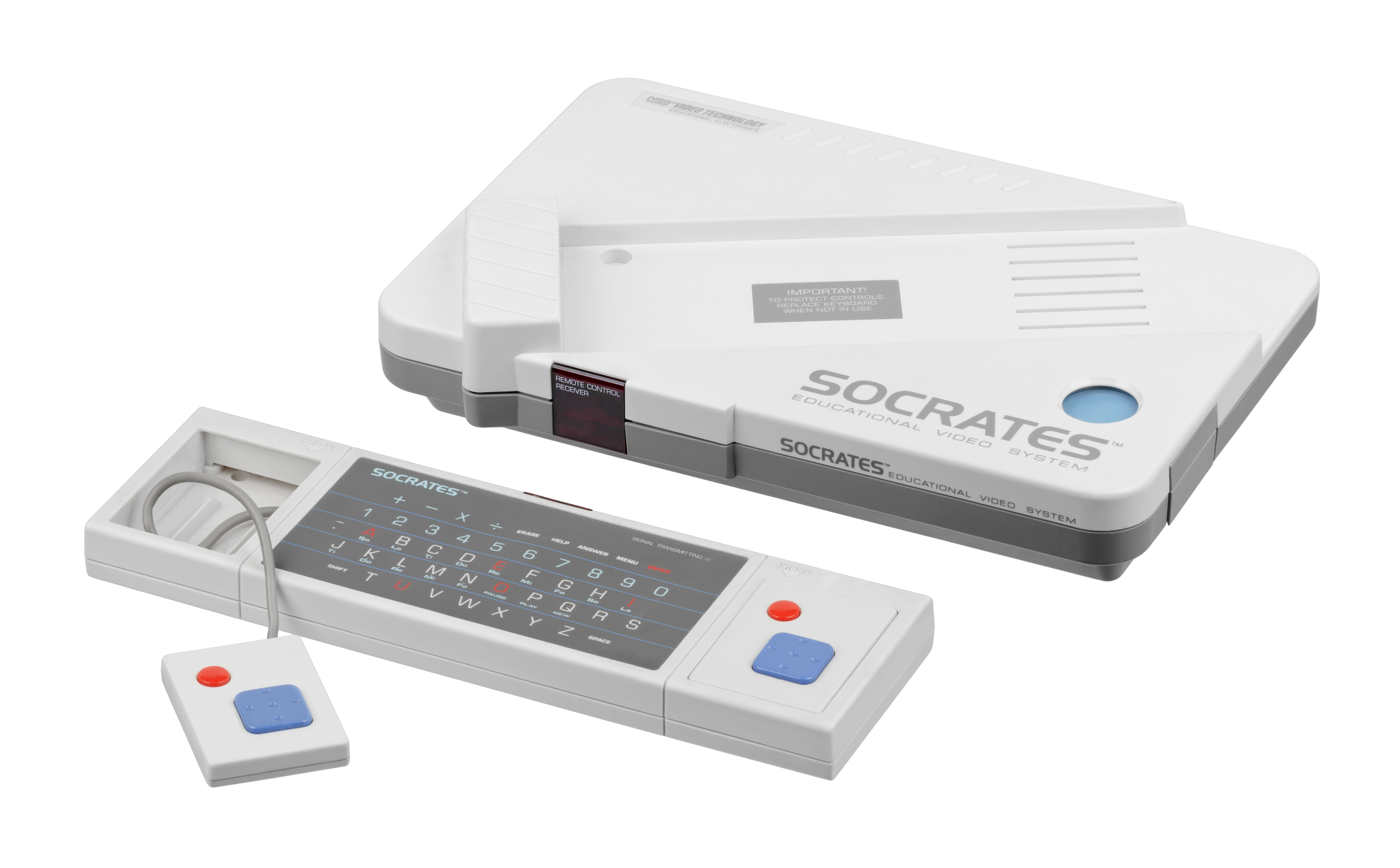
VTech Socrates （1988年）
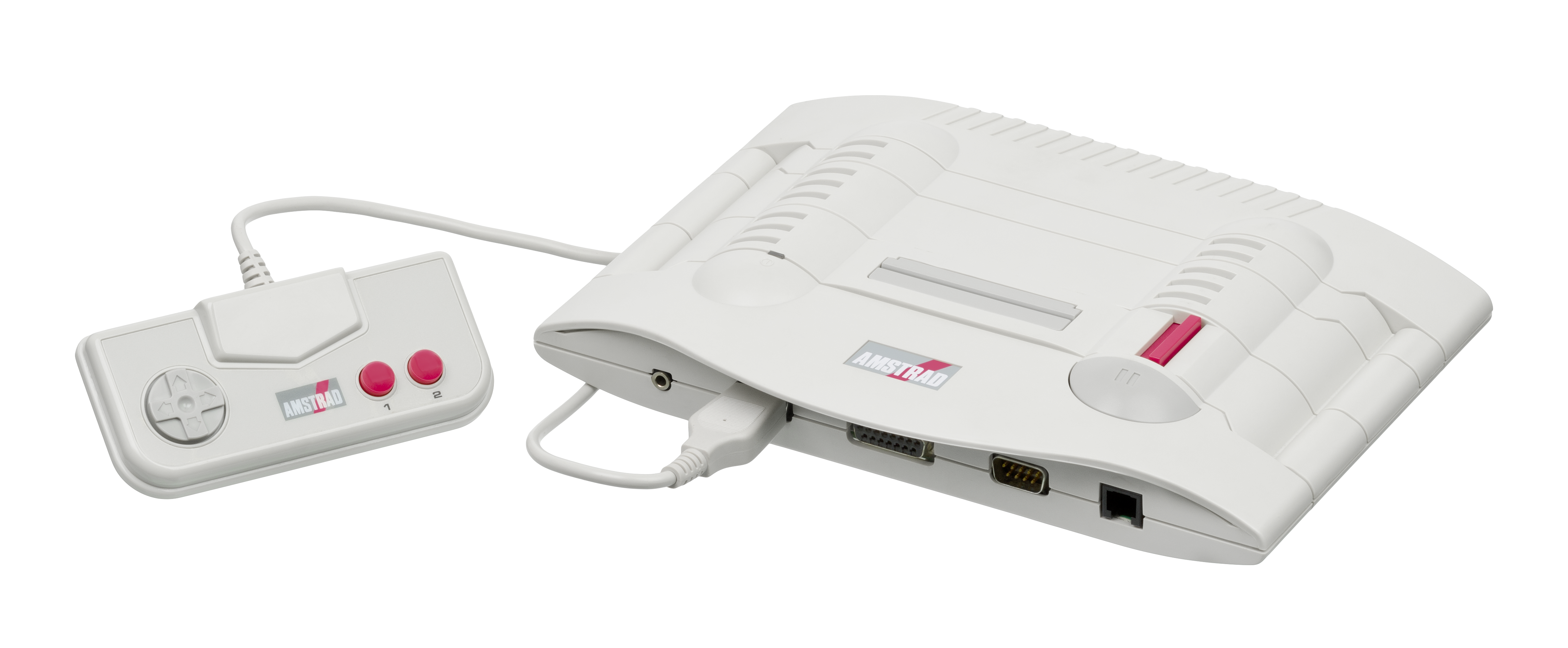
Amstrad GX4000 （1990年）
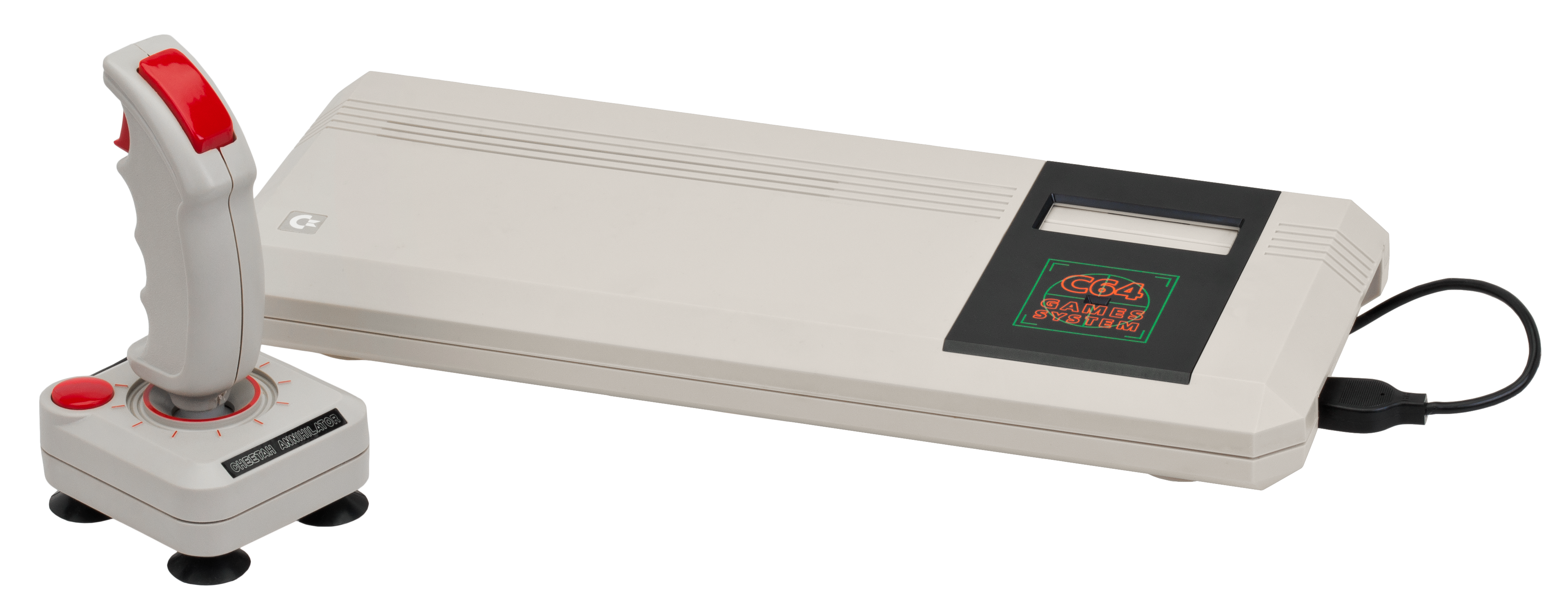
Commodore 64 Games System （1990年）

### 売上比較
ファミコン／NESは、北米とアジアでは第三世代機の中で圧倒的多数の台数を販売した。1989年の北米では、任天堂とセガの間で、ファミコンとマスターシステムの市場シェアは94％対6％で、任天堂が有利だった。1992年の北米でのシェアは、任天堂が80％、次いでアタリが12％、セガが8％となっている。これは、「スーパーマリオブラザーズ」、「メトロイド」、「ダックハント」、「ゼルダの伝説」などのファーストパーティタイトルが充実していたことと、任天堂の厳しいライセンス規定により、ファミコンのタイトルは発売後2年間の独占販売が義務づけられていたため、他のゲーム機へのサードパーティのサポートに支障をきたしていたことが背景にある。一方、北米では、アタリはマスターシステムよりもやや健闘したものの、2位にとどまった。ヨーロッパでは、北米や日本市場での覇権を握っていたにもかかわらず、NESには厳しい競争があり、マスターシステムに抜かれてしまった。 
| ゲーム機               | 全世界販売数            | 日本                    | アメリカ                                                      | その他                        |
| ---------------------- | ----------------------- | ----------------------- | ------------------------------------------------------------- | ----------------------------- |
| ファミリーコンピュータ | 6,191万人（2009年12月） | 1,935万人（2009年12月） | 3,400万人（2009年12月）                                       | 856万人（2009年12月）         |
| セガ・マスターシステム | 1,780万人（2016年）     | 100万（1986年）         | アメリカ合衆国：200万人（1992年） ブラジル：800万人（2016年） | 西ヨーロッパ：680万（1993年） |

## ソフトウェア

### 主なソフトウェア
- アレックスキッドのミラクルワールド（SMS） - セガの作品。オリジナルマスコット、アレックスキッドが特徴[62]。
- 悪魔城ドラキュラ（NES） - コナミの作品。ブラム・ストーカーの『吸血鬼ドラキュラ』に大体は基づいており、シリーズの主な敵をドラキュラ伯爵としている。 このゲームは悪魔城ドラキュラシリーズの元祖。
- ドラゴンボール ドラゴン大秘境（SCV） - エポックの作品。現在長年続いているマンガとアニメのシリーズ、ドラゴンボールに基づいた最初のゲーム[63]。
- ドラゴンクエスト（NES） - チュンソフトとエニックスの作品。1986年にドラゴンクエストシリーズを発表。
- ファイナルファンタジー （NES） - スクウェアの作品。1987年にファイナルファンタジーシリーズを開始。
- ゼルダの伝説 （NES） - 任天堂情報開発本部の作品、1986年にゼルダの伝説シリーズを開始。
- ロックマン2 Dr.ワイリーの謎（NES） - カプコンの作品。ロックマンシリーズの画期的なタイトルだった。このシリーズは、ファミコンでさらに多くのヒットを獲得し、後にいくつかの成功したスピンオフシリーズを生み出す。
- メタルギア （MSX2） - コナミの作品。1987年にメタルギアシリーズを開始。 MSX2用にリリースされ、直後にファミコンで作り直された。
- メトロイド （NES） - 任天堂第一開発部の作品。1986年にメトロイドシリーズを開始。
- ファンタシースター （SMS） - セガ第4研究開発部の作品。ベンチマークのロールプレイングビデオゲームの1つと見なされ[64]、 サイエンスフィクション設定を使用し、女性主人公とした最初のものである[65]。
- スーパーマリオブラザーズ （NES） - 任天堂クリエイティブ課の作品。NESではファミコンと同梱販売。2009年まで全世代の発売タイトルにおいてベストセラーのビデオゲームになった[66]。本ゲームを真似た商品が多数、様々な世代のゲーム機に現れる。
- スーパーマリオブラザーズ 3（NES） - 任天堂情報開発本部の作品。この世代で最高のサイドスクロール・プラットフォームゲームであると広く考えられているとともに、ファミコンの多くの「ベストゲーム」リストの上位を占めている[67]。そのジャンプ（物理）とプレイヤーが自分の行き先を選択できるワールドマップの部分は、後の2Dマリオゲームの標準として機能した。